# Арибони
Арибоните (на немски: Aribonen) са свободен благороднически род (edelfreien Sippe), който между ок. 850 и 1100 г. заема важни служби в Бавария и тогавашната баварската Източна марка (Marchia orientalis, Остмарк) или в Остаричи (Ostarrîchi, в днешна Долна Австрия).
Произлизат от територията на Фрайзинг (при Хуосите, Фагана и Пилгримидите от 8 век) и на Майнц.
Прародител на Арибоните е Арибо I (* пр. 850; † сл. 909), граф на Фрайзинг, от 871 г. управител на Дунавските графства. Отива в Траунгау (в Горна Австрия) и има титлата граничен маркграф на баварския Остмарк Marchia orientalis. Той е от малкото оживели 907 г. при загубата в битката при Пресбург.
След боевете с унгарците Арибоните не са вече в източната територия на Дунав, а в Ин- и Цилертал и в по-късна Щирия.